# ネクロマンシー
ネクロマンシー（英語: necromancy）は、死者や霊を介して行われる魔術である。ネクロマンシーを行う術者をネクロマンサー（英語: necromancer）という。

## 歴史上のネクロマンシー
ネクロマンシーは、死体による占い全般を指す通俗的な呼称で、未来や過去を知るために死者を呼び出し、また情報を得るために一時的な生命を与えることを含む。なお、この場合の死者だが、死んだ肉体（死体）を扱うもので、死者の影だけ（あるいは霊魂？）を呼び出して聞き出す技術は「影占い」（いわゆる口寄せの類）として別とされる。古代ギリシアのホメーロスの記述中にネクロマンシーは描かれているが、それは影占いが常習的に行われている地域で行われた。
手法としては、「程ほどに鮮度の良い死体」を使うもので、呼び出した霊魂にその死体を宛がって活をいれ、仮初めの生命を与えて情報を得ようとしたのである。この場合、死体に入る霊は死者の生前のそれではなく、しばしば低級な精霊（エレメンタル）やデーモン（死霊・悪霊の類）であったという。
ただ、この方法は倫理的に問題視される黒魔術の一種であったため、その当時から批判される行為であった。イアンブリコスやポルピュリオスなどは弾劾する文章を残している。

## 現代のフィクションにおけるネクロマンシー
近年のフィクションでは、ネクロマンシーは「死霊魔術」、ネクロマンサーは「死霊魔術師」とも訳され、死体からゾンビやスケルトンを作り出す魔法使いであるとされる。
これは、ブードゥー教などの死霊崇拝がモチーフになっていると考えられる。ファンタジー小説などに多く登場するが、生命と死を弄ぶ悪役として登場するのが一般的である。ゾンビを使役するだけでなく、自らの死後もアンデッドとして復活するものと描かれることがしばしばある。

## ネクロマンシーが登場する作品
- 小説
  - サウロン（第三期ドル・グルドゥア時代）：『指輪物語』『シルマリルの物語』他 J・R・R・トールキン作
  - 『古王国記』 ガース・ニクス作
  - 『これはゾンビですか?』 木村心一作
  - 『ArcheAge_もみの木と鷹』 ジョン・ミンヒ作
  - 『Fate/Apocrypha』 東出裕一郎作
- 漫画
  - ファウストVIII世：『シャーマンキング』 武井宏之作
  - ハッター：『ナツノクモ』 篠房六郎作
  - 狂巻ざくろ：『夜桜四重奏 〜ヨザクラカルテット〜』 ヤスダスズヒト作
  - アスツオ：『NECROMANCER』 ソガシイナ作
  - 氷室キヌ：『GS美神 極楽大作戦!!』 椎名高志作
  - エステル・ローゼンタール：『とある科学の一方通行』 鎌池和馬作
- 音楽
  - 『ネクロマンシー』 The New Hippies, ASAM作
- ゲーム
  - The Elder Scrolls
- バーチャルYouTuber
  - 潤羽るしあ